# Нарделли, Флавия Пикколи
Флавия Пикколи Нарделли (итал. Flavia Piccoli Nardelli, родилась 6 июля 1946 года в Тренто) — итальянский политик, председатель VII комиссии (по культуре, науке и образованию) Палаты депутатов Италии; член Демократической партии.

## Биография
Дочь министра финансов Фламинио Пикколи. Получила высшее образование в области философии, культуролог. Генеральный секретарь института имени Луиджи Стурцо в 1989—2013 годах. Избрана 19 марта 2013 года в Палату депутатов Италии от II избирательного округа Пьемонт 2 по спискам Демократической партии. С 21 июля 2015 года является председателем VII комиссии Палаты депутатов Италии (по культуре, науке и образованию).